# Stomasphaera
Stomasphaera es un género de foraminífero bentónico de la subfamilia Saccammininae, de la familia Saccamminidae, de la superfamilia Saccamminoidea, del suborden Saccamminina y del orden Astrorhizida. Su especie tipo es Stomasphaera brassfieldensis. Su rango cronoestratigráfico abarca el Silúrico inferior.

## Discusión
Clasificaciones previas incluían Stomasphaera en la superfamilia Astrorhizoidea, así como en el suborden Textulariina del orden Textulariida.

## Clasificación
Stomasphaera incluye a las siguientes especies:
- Stomasphaera brassfieldensis †
- Stomasphaera globosa †